# Panonia
Panonia (łac. Pannonia) – w starożytności prowincja rzymska położona między Sawą a Dunajem (dzisiejsze tereny zachodnich Węgier, wschodniej Austrii, północnej Chorwacji, Słowenii oraz północno-zachodniej Serbii).

## Historia
Do czasów podboju rzymskiego dokonanego przez Oktawiana Augusta w 35 roku p.n.e., Panonia zamieszkiwana była przez ludy celtyckie.
W początkach II wieku n.e. podzielono Panonię na:
- Górną (ze stolicą w Carnuntum),
- Dolną  (ze stolicą w Aquincum).

W III–IV wieku n.e. teren Panonii został opanowany przez Hunów, a później przez innych najeźdźców germańskich: Ostrogotów, Gepidów i Longobardów, a wreszcie przez Słowian.